# C0半群
数学、特に関数解析学の分野におけるC0-半群（C0-はんぐん、英: C0-semigroup）あるいは強連続1パラメータ半群とは、指数関数のひとつの一般化である。線型のスカラー定数を係数とする常微分方程式の解が指数関数で与えるように、バナッハ空間における線型の定数係数常微分方程式の解は、強連続半群によって与えられる。そのようなバナッハ空間における微分方程式は、例えば遅延微分方程式や偏微分方程式の分野において現れる。
正式には、強連続半群とは、強作用素位相において連続なバナッハ空間 X 上の半群 (R+,+) の表現である。したがって、厳密に言うと、強連続半群は半群ではなく、むしろ非常に特殊な半群の連続的な表現と言える。

## 定義
バナッハ空間 {\displaystyle X} 上の強連続半群とは、次の性質を満たすような写像{\displaystyle T:\mathbb {R} _{+}\to L(X)}のことである:
1. {\displaystyle T(0)=I},   （{\displaystyle X} 上の恒等作用素）
2. {\displaystyle \forall t,s\geq 0:\ T(t+s)=T(t)T(s)}
3. {\displaystyle \forall x_{0}\in X:\ \|T(t)x_{0}-x_{0}\|\to 0}, as {\displaystyle t\downarrow 0}.

初めの二つの公理は代数的なもので、{\displaystyle T} が半群 ({\displaystyle \mathbb {R} _{+},+}) の表現であることを意味している。最後の公理は位相的なものであり、写像 {\displaystyle T} が強作用素位相において連続であることを意味している。

## 簡単な例
A をバナッハ空間 X 上の有界作用素とする。このとき、
{\displaystyle T(t)={\rm {e}}^{tA}:=\sum _{k=0}^{\infty }{\frac {A^{k}}{k!}}t^{k}}
は強連続半群（実際には、一様作用素位相においても連続）である。逆に、任意の一様連続半群には必ず上の形に書けるような有界線型作用素 A が存在する。特に、X が有限次元のバナッハ空間であるなら、任意の強連続半群には必ず上の形に書けるような線型作用素 A が存在する。

## 無限小生成作用素
強連続半群 T の無限小生成作用素 A は
{\displaystyle A\,x=\lim _{t\downarrow 0}{\frac {1}{t}}\,(T(t)-I)\,x}
によって定義される（右辺の極限が存在する場合）。A の定義域 D(A) は、そのような極限が存在するような x∈X からなる集合である。D(A) は線型部分空間で、A はその定義域上で線型である。A は必ずしも有界ではないが、閉であり、またその定義域は X において稠密である。
生成作用素 A を備える強連続半群 T は、しばしば記号 etA を用いて表される。この記法は、行列指数関数や、汎函数計算（例えば、スペクトル定理）を通して定義される作用素の関数に対する記法と適合する。

## 抽象的コーシー問題
次のような抽象的コーシー問題を考える:
{\displaystyle u'(t)=Au(t),~~~u(0)=x.}
ここで A はバナッハ空間 X 上の閉作用素とし、x∈X とする。この問題の解には、次のような二つの概念がある:
- 連続的微分可能な関数 u:[0,∞)→X で、すべての t ≥ 0 に対して u(t) ∈ D(A) を満たし、かつ与えられた初期条件を満たすものは、上のコーシー問題の古典解と呼ばれる。
- 連続関数 u:[0,∞) → X で

{\displaystyle \int _{0}^{t}u(s)\,ds\in D(A){\text{ and }}A\int _{0}^{t}u(s)\,ds=u(t)-x}
を満たすようなものは、上のコーシー問題の軟解と呼ばれる。
すべての古典解は、軟解である。軟解が古典解であるための必要十分条件は、それが連続的微分可能であることである。
次の定理は、抽象的コーシー問題と強連続半群の関係に関するものである。
定理 A をバナッハ空間 X 上の閉作用素とする。以下の主張は同値である:
1. すべての x∈X に対して、抽象的コーシー問題には唯一つの軟解が存在する。
2. 作用素 A はある強連続半群を生成する。
3. A のレゾルベント集合は空でなく、すべての x ∈ D(A) に対して、抽象的コーシー問題には唯一つの古典解が存在する。

これらの主張が成立するとき、コーシー問題の解は u(t) = T(t)x によって与えられる。ただし、T は A によって生成される強連続半群である。

## 生成定理
コーシー問題と関連して、たいていある線型作用素 A が与えられたときに、それが強連続半群の生成素となるかどうかという点が問題になる。この問題の答えとなるような定理は、生成定理と呼ばれる。強連続半群を生成する作用素に関するひとつの完璧な特徴づけは、ヒレ-吉田の定理によって与えられた。また、より実践的に重要でありながら、確認するのが簡単な条件はルーマー-フィリップスの定理によって与えられた。

## 半群の特殊な類

### 一様連続半群
強連続半群 T は、もし t → T(t) が [0, ∞) から L(X) への連続写像であるなら、一様連続であると言われる。
一様連続半群の生成素は、有界作用素である。

### 微分可能な半群
強連続半群 T は、もし T(t0)X⊂D(A)（あるいは、それと同値な条件として、すべての t ≥ t0 に対して T(t)X ⊂ D(A)）が成立するようなある t0 > 0 が存在するなら、終局的に微分可能と呼ばれる。また、もしすべての t > 0 に対して T(t)X ⊂ D(A) が成立するなら直ちに微分可能と呼ばれる。
すべての解析半群は、直ちに微分可能である。
コーシー問題における、一つの同値な特徴づけは次のようなものである: A によって生成される強連続半群が終局的に微分可能であるための必要十分条件は、すべての x ∈ X に対して抽象的コーシー問題の解 u が (t1, ∞) 上で微分可能となるようなある t1 ≥ 0 が存在することである。もし t1 をゼロとなるように選ぶことが出来るのであれば、そのような半群は直ちに微分可能となる。

### コンパクト半群
強連続半群 T は、もし T(t0) がコンパクト作用素となるようなある t0 > 0 が存在するなら、終局的にコンパクトと呼ばれる（この条件は、すべての t ≥ t0 に対して T(t) がコンパクトであることと同値である）。もしすべての t > 0 に対して T(t) がコンパクト作用素であるなら、そのような半群は直ちにコンパクトであると呼ばれる。

### ノルム連続半群
強連続半群は、もし t → T(t) が (t0, ∞) から L(X) への連続写像となるようなある t0 ≥ 0 が存在するなら、終局的にノルム連続であると呼ばれる。もし t0 をゼロとして選ぶことが出来るなら、そのような半群は直ちにノルム連続であると呼ばれる。
直ちにノルム連続であるような半群に対して、t → T(t) は t = 0 においては連続とならない可能性があることに注意されたい（もし連続であるなら、その半群は一様連続となる）。
解析半群、（終局的に）微分可能な半群、（終局的に）コンパクトな半群は、すべて終局的にノルム連続な半群である。

## 安定性

### 指数安定性
半群 T の成長上限は、定数
{\displaystyle \omega _{0}=\lim _{t\downarrow 0}{\frac {1}{t}}\log \|T(t)\|}
によって定義される。この数は
{\displaystyle \|T(t)\|\leq Me^{\omega t}}
がすべての t ≥ 0 に対して成立する定数 M (≥ 1) が存在するような実数 ω の下限として与えられることから、そのような呼ばれ方をしている。
次に述べる条件はすべて同値である:
1. すべての t ≥ 0 に対して {\displaystyle \|T(t)\|\leq M{\rm {e}}^{-\omega t}} が成立するような M,ω>0 が存在する。
2. 成長上限 ω0 < 0 は負である。
3. その半群は一様作用素位相においてゼロに収束する。すなわち、{\displaystyle \lim _{t\to \infty }\|T(t)\|=0} となる。
4. {\displaystyle \|T(t_{0})\|<1} であるようなある t0 > 0 が存在する。
5. T(t1) のスペクトル半径が厳密に 1 より小さくなるような t1 > 0 が存在する。
6. すべての x∈X に対して {\displaystyle \int _{0}^{\infty }\|T(t)x\|^{p}\,dt<\infty } となるような p ∈ [1, ∞) が存在する。
7. すべての p ∈ [1, ∞) および x ∈ X に対して、{\displaystyle \int _{0}^{\infty }\|T(t)x\|^{p}\,dt<\infty } が成立する。

これらの同値な条件を満たす半群は、指数安定あるいは一様安定であると言われる（関連文献においては、上の初めの三つの条件のうちのいずれかが定義として扱われることが多い）。Lp の条件が指数安定性と同値であることは、ダツコ-ペジーの定理として知られる。
X がヒルベルト空間である場合には、生成素のレゾルベント作用素に関する、次のような別の条件もまた半群の指数安定性と同値となる: 正の実部を持つすべての複素数 λ は A のレゾルベント集合に属し、そのレゾルベント作用素は右半平面において一様有界となる。すなわち、(λI − A)−1 はハーディ空間 {\displaystyle H^{\infty }(\mathbb {C} _{+};L(X))} に属する。これはギアハート-プルスの定理と呼ばれる。
作用素 A のスペクトル上限は、定数
{\displaystyle s(A):=\sup\{{\rm {Re}}\lambda :\lambda \in \sigma (A)\}}
として定義される。ただし、A のスペクトル {\displaystyle \sigma (A)} が空である場合には、s(A) = −∞ とする。
半群の成長上限とスペクトル上限には、s(A)≤ω0(T) という関係がある。s(A) < ω0(T) となるような例もいくつかの文献で見られる。もし s(A) = ω0(T) であるなら、T はスペクトル決定成長条件（spectral determined growth condition）を満たしているといわれる。終局的にノルム連続な半群は、スペクトル決定成長条件を満たしている。このことから、それらの半群の指数安定性と同値な条件がまた得られる:
- 終局的にノルム連続な半群が指数安定であるための必要十分条件は、s(A) < 0 である。

終局的にコンパクトな半群、終局的に微分可能な半群、解析半群、および一様連続半群は、終局的にノルム連続であるため、スペクトル決定成長条件を満たしている。

### 強安定性
強連続半群 T は、すべての x ∈ X に対して {\displaystyle \lim _{t\to \infty }\|T(t)x\|=0} が成立するなら、強安定あるいは漸近安定と呼ばれる。
指数安定性は強安定性を意味するが、その逆は、X が無限次元である場合には一般的には成り立たない（もし X が有限次元であるなら、その逆も成立する）。
次に述べる、強安定性のための十分条件はアレンド-バッティ-リュビッヒ-フォンの定理と呼ばれる:
1. T は有界である。ある M ≥ 1 が存在して {\displaystyle \|T(t)\|\leq M} が成り立つ。
2. A は虚軸上に剰余スペクトル（英語版）を持たない。
3. 虚軸上に位置する A のスペクトルは可算個である。

であるなら、T は強安定である。
もし X が回帰的であるなら、これらの条件は次のように簡略化される: もし T が有界で、A は虚軸上に固有値を持たず、虚軸上の A のスペクトルは可算個であるなら、T は強安定である。